# Casal Arumí
El Casal Arumí és una obra amb elements barrocs i eclèctics de Vic (Osona) protegida com a Bé Cultural d'Interès Local.

## Descripció
Edifici entre mitgeres que forma cantonada amb el carrer de la Mare de Déu dels Àngels. Consta d'una planta baixa i dos pisos superiors. La façana principal, que dona a la plaça de la Pietat, té a la planta baixa dos grans portals de mig punt i adovellats en els extrems de la façana. A les plantes superiors, les obertures s'organitzen en tres eixos verticals: en el primer pis s'ubiquen balcons volats amb barana de ferro forjat i en el segon pis finestres de llinda plana decorades amb un arc conopial.